# Hiroko Kuwata
Hiroko Kuwata (Japans: 桑田寛子,Kuwata Hiroko) (Yokohama, 18 december 1990) is een tennisspeelster uit Japan. Zij begon met tennis toen zij zes jaar oud was. Haar favoriete ondergrond is hardcourt. Zij speelt rechtshandig en heeft een tweehandige backhand. Zij is actief in het internationale tennis sinds 2009.

## Loopbaan

### Enkelspel
Kuwata debuteerde in 2009 op het ITF-toernooi van Hyogo (Japan). Zij stond in 2012 voor het eerst in een finale, op het ITF-toernooi van Vale do Lobo (Portugal) – zij verloor van de Française Estelle Guisard. Later dat jaar veroverde Kuwata haar eerste titel, op het ITF-toernooi van Kofu (Japan), door de Chinese Liu Fangzhou te verslaan. Tot op heden(augustus 2024) won zij zeven ITF-titels, de meest recente in 2018 in Singapore.
In 2014 kwalificeerde Kuwata zich voor het eerst voor een WTA-hoofdtoernooi, op het toernooi van Washington. Zij bereikte er de tweede ronde. Zij stond tot op heden(augustus 2024) nog niet in een WTA-enkelspelfinale.
Haar hoogste positie op de WTA-ranglijst is de 150e plaats, die zij bereikte in mei 2016.

### Dubbelspel
Kuwata behaalde in het dubbelspel betere resultaten dan in het enkelspel. Zij debuteerde in 2009 op het ITF-toernooi van Hyogo (Japan) samen met landgenote Shoko Yamamoto. Zij stond in 2012 voor het eerst in een finale, op het ITF-toernooi van Miyazaki (Japan), samen met landgenote Akari Inoue – hier veroverde zij haar eerste titel, door het eigenlandse duo Kanae Hisami en Yumi Miyazaki te verslaan. Tot op heden(augustus 2024) won zij twintig ITF-titels, de meest recente in 2022 in Monastir (Tunesië).
In 2014 speelde Kuwata voor het eerst op een WTA-hoofdtoernooi, op het toernooi van Washington, samen met landgenote Kurumi Nara. Zij bereikten meteen de finale, die zij verloren van het koppel Shuko Aoyama en Gabriela Dabrowski.
In augustus 2024 veroverde Kuwata haar eerste WTA-titel, op het WTA 125-toernooi van Barranquilla, samen met de Amerikaanse Jessica Failla, door het koppel Quinn Gleason en Ingrid Gamarra Martins te verslaan.
Haar hoogste positie op de WTA-ranglijst is de 112e plaats, die zij bereikte in juli 2015.

## Posities op deWTA-ranglijst
Positie per einde seizoen:
| jaar | rang enkelspel | rang dubbelspel |
| ---- | -------------- | --------------- |
| 2010 | 650            | 875             |
| 2011 | 1108           | –               |
| 2012 | 600            | 695             |
| 2013 | 420            | 480             |
| 2014 | 154            | 146             |
| 2015 | 215            | 175             |
| 2016 | 167            | 114             |
| 2017 | 282            | 183             |
| 2018 | 278            | 238             |
| 2019 | 325            | 264             |
| 2020 | 350            | 363             |
| 2021 | 525            | 274             |
| 2022 | 458            | 256             |
| 2023 | 578            | 438             |

## Palmares
| Legenda                 |
| ----------------------- |
| Grandslamtoernooi       |
| Olympische Spelen       |
| Year-End Championships  |
| Premier Mandatory       |
| Premier Five / WTA 1000 |
| Premier / WTA 500       |
| International / WTA 250 |
| Challenger / WTA 125    |

### WTA-finaleplaatsen enkelspel
geen

### WTA-finaleplaatsen vrouwendubbelspel
| nr.              | finale     | toernooi         | ondergrond | partner        | tegenstandsters                      | score            |         |
| ---------------- | ---------- | ---------------- | ---------- | -------------- | ------------------------------------ | ---------------- | ------- |
| gewonnen finales |            |                  |            |                |                                      |                  |         |
| 1.               | 2024-08-17 | WTA Barranquilla | hardcourt  | Jessica Failla | Quinn Gleason Ingrid Gamarra Martins | 4-6, 7-6, [10-7] | details |
| verloren finales |            |                  |            |                |                                      |                  |         |
| 1.               | 2014-08-03 | WTA Washington   | hardcourt  | Kurumi Nara    | Shuko Aoyama Gabriela Dabrowski      | 1-6, 2-6         | details |